# III Cumbre América del Sur-Países Árabes
La III Cumbre América del Sur-Países Árabes (ASPA) fue realizada entre los días 1 y 2 de octubre de 2012 en la ciudad de Lima, Perú.

## Delegaciones
De la Liga Árabe asistirán el rey de Jordania Abdalá II; el emir de Catar, su alteza Hamad Al Thani; el presidente de Líbano, general Michel Sleiman; el presidente de Túnez Moncef Marzouki y el presidente de la Autoridad Nacional Palestina Mahmud Abbas. Del mismo modo asistirá el embajador de Yemen en Cuba, Yahya Mohamed; el ministro de Relaciones Exteriores de Argelia, Abdelkader Bensalah; el secretario general de la Liga de Estados Árabes, Nabil El Araby; el ministro de Comercio, Industria y Nuevas Tecnologías del Reino de Marruecos, Abdelkader Amara; el ministro de Asuntos Extranjeros de la Cooperación de Mauritania, Hamadi Ould Baba Ould Hamadi; el ministro de Relaciones Exteriores de Kuwait; la ministra de Enseñanza Superior de Omán, Rawya Albusaidi y el ministro de Relaciones Exteriores de Egipto, embajador Mohamed Kamel Arm.
Del lado de la Unión de Naciones Suramericanas estarán los presidentes: Cristina Fernández de Argentina, Dilma Rousseff de Brasil, Sebastián Piñera de Chile, Rafael Correa de Ecuador, Juan Manuel Santos de Colombia, Evo Morales de Bolivia, Donald Ramotar de Guyana, José Mujica de Uruguay y el local, Ollanta Humala del Perú. Del mismo modo estará el canciller de Venezuela, Nicolás Maduro; el enviado especial de Surinam, Errol Alibux y el Secretario General de la Unasur, Alí Rodríguez Araque.